# Ołeksandr Kiriuchin
Ołeksandr Hryhorowycz Kiriuchin, ukr. Олександр Григорович Кірюхін, ros. Александр Григорьевич Кирюхин, Aleksandr Grigorjewicz Kiriuchin (ur. 1 października 1974 w obwodzie dniepropetrowskim, Ukraińska SRR) – ukraiński piłkarz, grający na pozycji obrońcy, a wcześniej pomocnika, reprezentant Ukrainy.

## Kariera piłkarska

### Kariera klubowa
Wychowanek Szkoły Piłkarskiej Kołos Nikopol, w którym rozpoczął karierę piłkarską. W 1995 występował w klubie Zoria-MAŁS Ługańsk, ale szybko wrócił do nikopolskiej drużyny. W 1996 wyjechał do Rosji, gdzie bronił barw Urałanu Elista. W 1997 został zaproszony do Dynama Kijów, w którym występował przez 3 sezony. W 2000 ponownie wyjechał do Rosji, gdzie występował w klubach Krylja Sowietow Samara, Czernomoriec Noworosyjsk, Dinamo Petersburg i SKA-Energia Chabarowsk. W międzyczasie w 2001 był piłkarzem Krywbasa Krzywy Róg. W 2003 powrócił do Ukrainy, gdzie podpisał kontrakt z Zorią Ługańsk. W listopadzie 2004 przyjął propozycję trenera Anatolija Końkowa pograć w azerskim Inter Baku, ale po półtora miesięcy powrócił do Ukrainy. Karierę piłkarską zakończył w zespole Borysfen Boryspol.

### Kariera reprezentacyjna
20 marca 1999 debiutował w drużynie narodowej Ukrainy w wygranym 1:0 meczu towarzyskim z Gruzją. Łącznie rozegrał 2 gry reprezentacyjne.

## Sukcesy i odznaczenia

### Sukcesy klubowe
- mistrz Ukrainy: 1998, 1999